# Fritiof Schüldt
Primus Fritiof Johannes Schüldt, född 9 juni 1891 i Kungsholms församling i Stockholms stad, död 7 juli 1978 i Högalids församling i Stockholms län, var en svensk målare och professor.

## Biografi
Fritiof Schüldt var son till hattmakaren Johannes Schüldt och Ida Kristina Eriksson och från 1930 gift med Inga Lindblom. Efter en kort tids studier vid Althins målarskola i Stockholm antogs Schüldt som elev vid Konsthögskolan 1910 där han visade en brådmogen förmåga att tillägna sig undervisningen med målning som ett hantverk. Han tröttnade snart på utbildningen och hoppade av studierna för att istället sluta sig till en konstnärsgrupp med Axel Nilsson, Hilding Linnqvist och Alf Munthe som bedrev fria modellstudier i en hyrd ateljé. När första världskriget bröt ut blev man i denna krets avskuren från direktkontakt med det parisiska konstlivet som så starkt influerat tidigare svenska konstnärer och man fick istället försöka hitta förebilder inom landet. Bland annat studerade man verken i Klas Fåhraeus konstsamling, men störst betydelse fick Ernst Josephson, Renoir, Edvard Munch och Hills konst. Schüldt flyttade 1919 in i den idylliska Sjövillan på Smedsudden som blivit en samlingsplats för flera av kretsens ledande konstnärer där han genom självstudier utvecklade en egen stil på Smedsuddsmåleriet.
Han lämnade Smedsudden 1921 och reste tillsammans med Gideon Börje och Hilding Linnqvist till Italien där han stannade fram till 1924. Under sin tid i Italien företog han målarresor till bland annat Settignano, Numana, Siena, Ischia och Anticoli samt bedrev studier av de gamla trecentmålningar som fanns på olika museer. Han reste 1928 till Frankrike där han besökte Ernst Josephsons tidigare ateljé på ön Ile de Bréhat samt Provence och 1930–1932 vistades han som Esther Lindahlstipendiat i Paris. Tillsammans med Hilding Linnqvist, Axel Nilsson och Alf Munthe ställde han ut i Stockholm 1914 och 1921 visade han ett litet urval av sin konst på Liljevalchs höstutställning men han uppmärksammades först i Falangens utställning 1925. Tillsammans med Patrik Reutersvärd och Gunnar Svenson ställde han ut på Göteborgs konsthall 1934 samt tillsammans med Hilding Linnqvist och Axel Nilsson i Umeå 1948. Med Unionalen ställde han ut i Oslo 1927 på Liljevalchs 1928 samt Oslo och Köpenhamn 1931. Separat ställde han ut på Svensk-franska konstgalleriet 1932, Färg och Form 1936 han visade en stor retrospektiv utställning på Konstakademien 1952 och en större kollektion på AB Separator i Lund 1952. Han medverkade i samlingsutställningar på Svensk-franska konstgalleriet under 1920- och 1930-talen och 1951 var han representerad i utställningen Målare på Smedsudden och 1954 i utställningen Ur två Lundasamlingar på Skånska konstmuseum. Dessutom har hans konst visats på flera utställningar arrangerade av Färg och Form och i ett antal av Riksförbundet för bildande konsts vandringsutställningar med representativ svensk konst och internationella samlingsutställningar i Paris, Helsingfors, Bryssel, Oslo, Rom och USA. 
Under åren 1939–1949 innehade han den ena professuren i måleri vid Konsthögskolan i Stockholm och hade bland andra Gerhard Nordström som elev. Han fick Prins Eugen-medaljen 1949 och var ledamot i Statens konstråd 1949–1952. På beställning utförde han porträtt på professor E Heckscher, R Rausing och professor B Ohlin. Schüldt tillhörde konstnärsgruppen Färg och Form och tilldelades 1949 Prins Eugen-medaljen.  
Hans konst består av stilleben, porträtt, kvinnobilder, naket, interiörer, stadsbilder, landskap från Skåne, Halland, Öland och Camaret i Nordfrankrike. Schüldt är representerad vid Nationalmuseum, Moderna museet, Göteborgs konstmuseum, Malmö museum, Östergötlands museum, Faluns museum, prins Eugens Waldemarsudde, porträttsamlingen på Gripsholm och Nasjonalgalleriet i Oslo. 
Harmoniska färgklanger och intresse för ljuseffekter präglar hans porträtt, landskap m.m. såväl från 1920-talets "nysakliga" period som hans senare förfinade realism.